# Gaspar Bennàssar i Moner

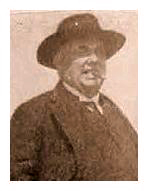
Gaspar Bennàssar (1926)

Gaspar Bennàssar i Moner (* 18. August 1869 in Palma de Mallorca; † 15. Januar 1933 in Barcelona) war ein spanischer Architekt und Baumeister. Er prägte das Bild der mallorquinischen Stadt Palma entscheidend.

## Leben und Werke

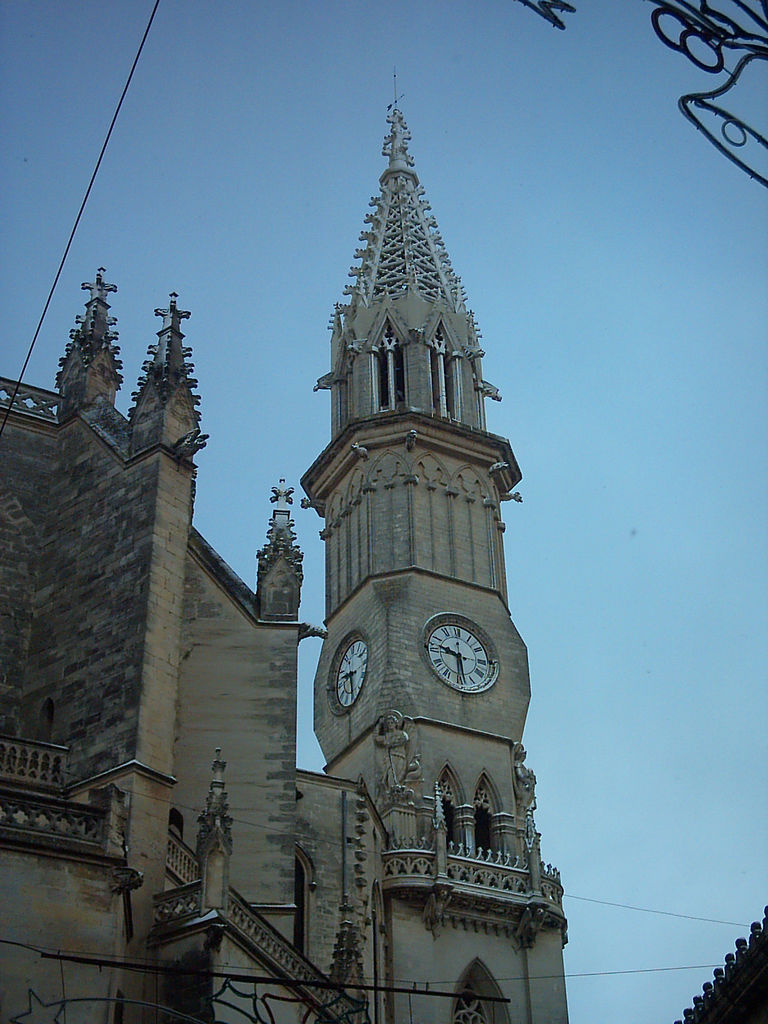
Santa María de los Dolores in Manacor.

Gaspar Bennàssar wuchs in der Altstadt von Palma zusammen mit sieben Brüdern auf. Sein Vater Antonio war Seemann der spanischen Handelsmarine. Nach der Grundschule folgte das Bachelor-Studium am Institut der Balearen (Instituto Balear) in der ehemaligen Jesuitenschule der Calle Montision in Palma.
1899 erlangte er an der Hochschule für Architektur, Escuela Superior de Arquitectura de Madrid, den Architektentitel. Noch im selben Jahr wurde er zum Diözesan-Architekten von Menorca ernannt.
1900 erstellte er die Baupläne für das Theater Teatro Lírico. 1901 wurde er zum Stadtarchitekten von Palma ernannt, welches Amt er bis zu seinem Tode innehatte.
Ab 1902 leitete er das Projekt Plan de Ensanche und Plan Calvet de Palma, eine der bedeutenden Baumaßnahmen der Stadterweiterung von Palma.
1903 Hochzeit mit Amèlia Munar. 1904 entwarf er das Gebäude der Sparkasse Caixa d’Estalvis in der Nähe der Plaza de San Francisco. 1905 entwarf er die Wohnsiedlung an der Plaza de España, wo 1910 die erste Wetterstation untergebracht wurde. 1906 plante er den Städtischen Schlachthof. 
Es folgten weitere Gebäude, die sich der Strömung der Art Nouveau zuordnen lassen, darunter das Kaufhaus El Águila aus dem Jahre 1909, das er zusammen mit Jaume Alenyà, mit dem er sein Architekturbüro teilte, entwarf. 1906 folgte das Hotel Príncipe Alfonso an der Cala Major, im Jahr 1909 das Gebäude El Triquet, das wie das vorstehende Hotel im Neo-Mudéjar-Stil erbaut wurde.
1910 legte er der Stadtverwaltung einen Entwurf vor und gestaltet den Paseo de Sagrera in einer Nacht- und Nebelaktion mit rund 200 Arbeitern unter seiner Leitung in nur zwei Tagen in eine eindrucksvolle Promenade um. 1912 wurde die von ihm entworfene Escuela Graduada eingeweiht. 1916 entstand der Bau Bar Cristal mit modernistischen Elementen, die sich in die Strömung des Wiener Secessionismus einordnen lassen. 1918 folgen die Treppenstufen des Mirador (Aussichtspunkt) der Kathedrale La Seu von Palma.
Die letzte Schaffensphase Bennàssar (1920–1933) standen unter neobarocken Ausdruck, einige Werke im Neorenaissancestil. Auch neogotische Werke zählten zu seinen Entwürfen, wie beispielsweise die Pfarrkirche von Esporles (1923). Ebenso gehört der Glockenturm der Kirche Els Dolors von Manacor (1929) zu seinen Werken. Bedeutende Arbeiten aus dieser Zeit sind auch Can Tous (1922), Can Bibiloni (1928), Cas Nét (1929) und die Stierkampfarena, das berühmte Coliseo Balear (1929), sowie das Gebäude des ehemaligen Kinos Cine Born (1931). Als eines seiner letzten Bauwerke gilt die Eisenbahnbrücke Es Pont d’es Tren.
Gaspar Bennàssar starb während der Teilnahme an einem Architekturkongress. Sein Leichnam wurde mit dem Schiff „Stadt von Barcelona“ nach Palma überführt.

## Auszeichnungen
- 1906 wurde er für das Projekt Städtischer Schlachthof Palma bei der Exposición Nacional de Bellas Artes, Madrid (Nationalen Ausstellung für Schöne Künste) ausgezeichnet.

- 1996 Ernennung zum Berühmten Sohn von Palma de Mallorca[6]

## Trivia
Er selbst unterzeichnete seine Werke oft nur mit der Unterschrift „Bennàzar“ wodurch in der Folge der Name Gaspar Bennàzar in zahlreichen Veröffentlichungen genannt wurde. Es gab einige Versuche von Historikern, die korrekte Schreibweise des Geburtsnamens bei der nach ihm benannten Straße (Av. Arquitecte Gaspar Bennàzar) zu erreichen.